# Pietà di Palestrina

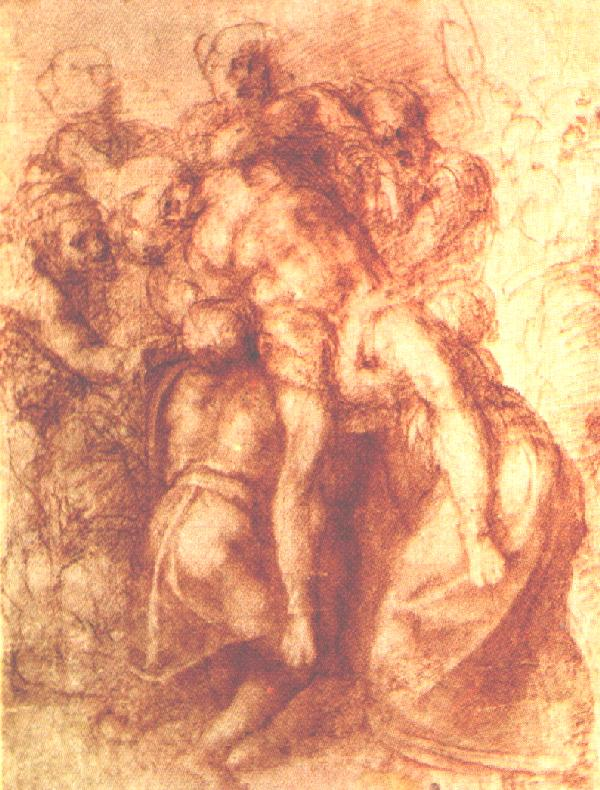
Studio per una Deposizione, Oxford

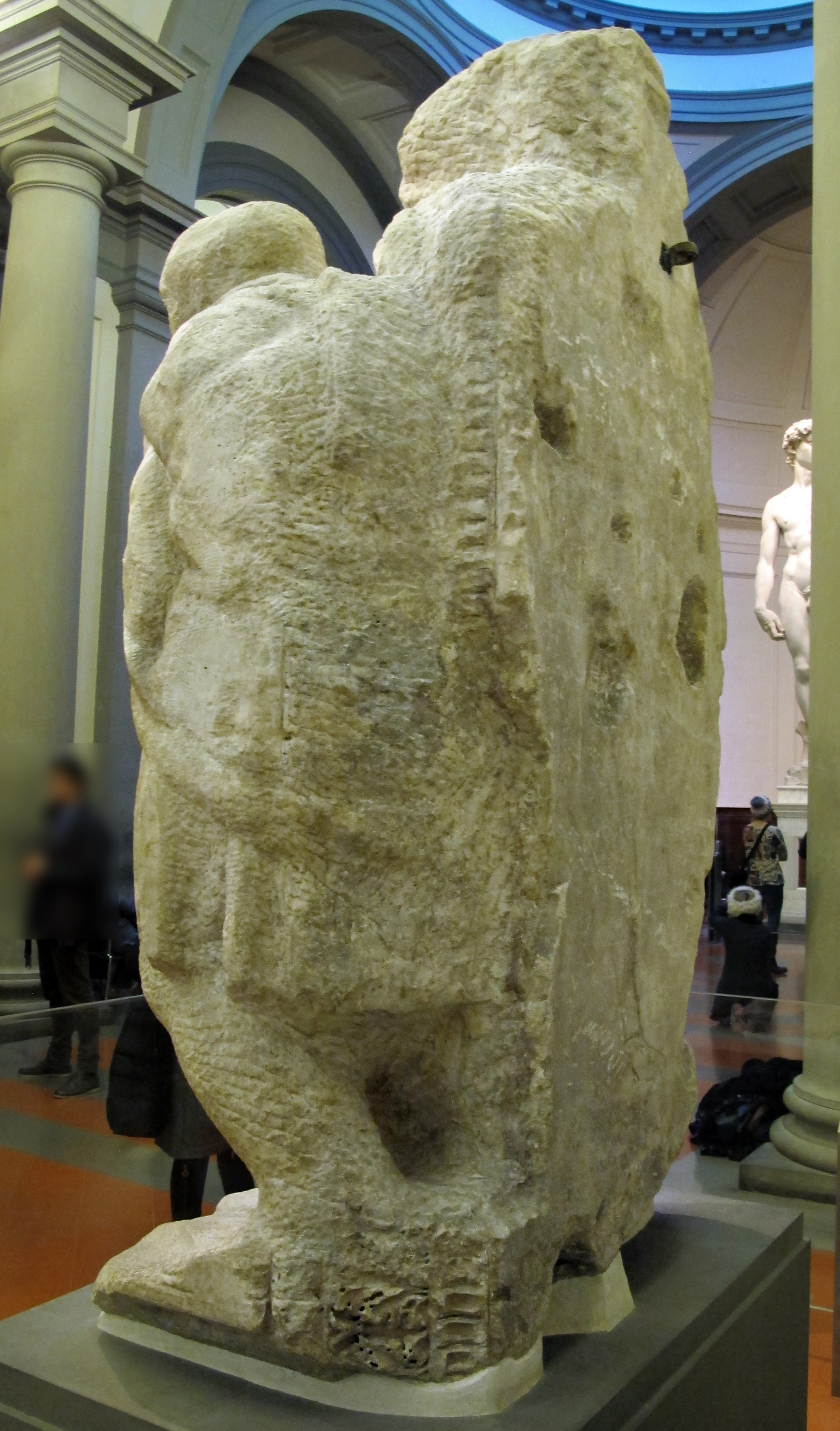
Il retro con tracce di lavorazione architettonica romana

La Pietà di Palestrina è una scultura marmorea (h 253 cm) incertamente attribuita a Michelangelo Buonarroti, databile forse al 1555 circa e conservata nella Galleria dell'Accademia a Firenze.

## Storia e descrizione
L'opera venne scolpita in un blocco antico appartenente forse a una trabeazione, con una parte della precedente decorazione ancora visibile sul retro.
Tra le opere di considerevole rilievo legate al corpus michelangiolesco, la Pietà di Palestrina è l'unica a non essere ricordata da nessuna fonte né documento dell'epoca. Venne citata per la prima volta nel 1756 dallo storico Leonardo Cecconi nella sua Storia di Palestrina, in cui è ricordata come "abbozzo del celebre Buonarroti" nella cappella funebre del cardinale Antonio Barberini all'interno della chiesa di Santa Rosalia a Palestrina. Non si sa la collocazione originale dell'opera, la cui indicazione è legata a ipotesi puramente speculative. Ad esempio Romanelli (1967) la legò all'amicizia tra Michelangelo e Vittoria Colonna, la cui famiglia possedeva Palestrina nel Cinquecento; Granier invece pensò che fosse arrivata nella cittadina attraverso i Farnese, che ebbero il feudo dagli anni quaranta del Quattrocento. Altri ancora si rifanno a una notizia di una Pietà michelangiolesca ritrovata a Roma nel Seicento, e che sarebbe poi finita a Palestrina: nel 1655 il precisissimo Suaresius taceva già sul conto di quest'opera.
Il primo critico moderno a pubblicarla e ribadirne l'attribuzione fu Grenier nel 1907 (in Gazette des Beaux-Arts) e a stabilire una datazione vicina al 1550. L'ipotesi venne accettata da Wölfflin, Vasnier, Wallerstein, Bertini, Brion, Gengaro, Clark, Venturi, Cecchi, Bottari, Carli e Toesca. Le datazioni proposte hanno quasi sempre oscillato tra il 1550 e il 1559, vicina alle altre due Pietà della vecchiaia, la Pietà Bandini e la Pietà Rondanini, nonché a un foglio con la Deposizione a Oxford.
Nel 1939 venne acquistata dal regime fascista attraverso una donazione di Gaslini e destinata al museo fiorentino, dove si trovava già un nucleo di opere michelangiolesche raccolte attorno al David.
Non sono mancati però forti dubbi sulla paternità dell'opera, legati essenzialmente a discrepanze esecutive nell'opera stessa (come la sproporzione delle gambe di Cristo, una certa pesantezza e il contorno squadrato del gruppo) e il silenzio delle fonti, così precise sull'opera michelangiolesca. Tra gli storici dell'arte scettici si sono registrati Thode, Berenson, Steinmann, Popp, von Einem, Wittkower, de Tolnay e Sestrieri.
Una via conciliativa è stata proposta da alcuni studiosi (Russoli, Grassi), che hanno pensato a un'ideazione da parte di Michelangelo elaborata però da qualche aiuto; Alessandero Parronchi ha anche fatto il nome di Francesco da Sangallo, che l'avrebbe scolpita sull'onda emozionale della Pietà Bandini: da quest'ultima derivano infatti alcune analogie come il torso muscolare di Cristo incorniciato da due bande (particolarmente tesa ed elastica quella sul pube), il sostegno da dietro (presente anche nel disegno della Pietà per Vittoria Colonna), la figura minore (la Maddalena?) a lato.
Sebbene alcuni tratti della fisionomia del soggetto siano coerenti con altre opere del maestro, una certa sproporzione delle gambe di Cristo per esempio, rispetto al resto della figura, fa propendere verso un'attribuzione a un non identificato allievo o imitatore. Vi si rileva inoltre un'insolita morbidezza di modellato e uno schiacciamento del rilievo.